# Airelles Courchevel
Airelles Courchevel is een 5-sterrenhotel in het Franse wintersportoord Courchevel, in het departement Savoie. Het bevindt zich in de wijk Jardin Alpin van het skidorp Courchevel 1850 en is een van tientallen luxehotels in het mondaine skioord, waaronder ook Cheval Blanc, dat zich naast Les Airelles bevindt.
In 1992 kocht zakenvrouw Raymonde Fenestraz Les Airelles om er een luxehotel van te maken. Er werd een groot 'paleis' gebouwd in 19e-eeuwse Oostenrijks-Hongaarse stijl. Ondernemer Stéphane Courbit kocht het etablissement in 2007, liet het vernieuwen en bracht het onder de in de Lov Hotel Collection, later Les Airelles genoemd. In 2011 verkreeg het hotel als een van de eerste van Atout France het exclusieve label palace (paleis). In 2021 werd Airelles Courchevel uitgebreid met een nieuwe vleugel.
Het hotel telt 32 kamers, 15 suites en een privé-appartement. Er zijn drie restaurants, waarvan er een (Pierro TT) werd gerund door Pierre Gagnaire en Marco Garfagnini en vervolgens door Riccardo Valore. Het hotel beschikt over alle luxe en faciliteiten. 